# Oak Creek, Colorado
Oak Creek är en ort i Routt County i delstaten Colorado, USA.